# Shaquan Davis
Shaquan Davis (Kingston, 11 de noviembre de 2000) es un futbolista jamaicano que juega como portero en el Mount Pleasant de la Liga Premier Nacional de Jamaica.

## Selección nacional
El 3 de marzo de 2024 Davis hizo su debut internacional con la selección de Jamaica, al alinear en el once titular en el partido amistoso contra Trinidad y Tobago. En junio de 2024 Davis formó parte de los 26 nombres de Jamaica para la Copa América 2024.

### Participaciones en Copas América
| Torneo            | Sede           | Resultado      | Partidos | Goles |
| ----------------- | -------------- | -------------- | -------- | ----- |
| Copa América 2024 | Estados Unidos | Fase de grupos | 0        | 0     |